# Saint-Maurice-aux-Forges
Saint-Maurice-aux-Forges är en kommun i departementet Meurthe-et-Moselle i regionen Grand Est (tidigare regionen Lorraine) i nordöstra Frankrike. Kommunen ligger i kantonen Badonviller som tillhör arrondissementet Lunéville. År 2022 hade Saint-Maurice-aux-Forges 100 invånare.

## Befolkningsutveckling
Antalet invånare i kommunen Saint-Maurice-aux-Forges
| Referens: INSEE |